# Phoenix (videogioco)
Phoenix (フェニックス?, Fenikkusu) è un videogioco arcade del genere shoot 'em up pubblicato nel 1980 in Nord America dalla Centuri: uno degli ex impiegati affermò che a svilupparlo sia stata una "piccola e sconosciuta software house giapponese". Un'azienda situata a Phoenix (Arizona) chiamata Amstar Electronics, ottenne la licenza del titolo dalla Centuri per realizzarne il cabinato. In Giappone fu invece pubblicato dalla Taito.

## Modalità di gioco
Come molti altri titoli dell'epoca, Phoenix è uno sparatutto a schermata fissa a tema spaziale. Il giocatore controlla una navicella che si muove solo orizzontalmente nella parte bassa dello schermo, e che spara dei missili verso l'alto. I nemici, in genere costituiti da uno o due tipi di uccelli, invece appaiono nella parte alta tentando di colpirla, e periodicamente planano verso il basso cercando di schiantarsi contro di essa. La navicella è inoltre equipaggiata di uno scudo difensivo che può essere attivato per difendersi nel caso di un loro attacco o collisione: una volta attivato durerà un paio di secondi, durante i quali non si può muovere. Prima di poter essere riattivato nuovamente, deve passare un certo periodo di tempo (normalmente sette secondi).
Un segno distintivo del gioco, che lo ha reso famoso, è la serie di suoni particolari degli spari; inoltre è uno dei primi titoli contenente un boss di fine livello, presente ogni cinque livelli.
A seconda delle impostazioni dell'arcade si ha da tre a sei vite a disposizione, e si potrà vincerla prima a 3000 punti e poi ogni 30000 punti. Si segnala infine che a causa della presenza di un bug, quando si spara rapidamente a tre uccelli di fila mentre questi volano verso l'alto, il punteggio ottenuto sarà intorno ai 200000.

### Livelli
Ogni livello consiste di cinque ondate differenti: il giocatore deve completare un'ondata prima di avanzare alla successiva.
- Ondate 1 e 2 - Si devono eliminare due stormi di uccelli alieni, di piccole dimensioni. Mentre sono in formazione, alcuni di essi si lanciano verso il basso in stile kamikaze nel tentativo di distruggere la navicella schiantandocisi contro. Quando si colpisce un uccello mentre è in volo, si ottiene un punteggio extra. I nemici sono gialli nella prima ondata e rosa nella seconda. La navicella viene dotata di un fuoco più rapido durante la seconda ondata perché in essa gli uccelli hanno un comportamento più imprevedibile. Queste prime ondate ricordano molto i nemici di Galaxian.
- Ondate 3 e 4 - Sullo schermo compaiono alcune uova volanti che, dopo un po', si schiudono rivelando grandi uccelli alieni, che ricordano vagamente le fenici e che si gettano anch'essi contro la navicella. L'unico modo per distruggerli è di colpirli in pieno petto: se si colpisce una delle loro ali, viene distrutta solo quell'ala, mentre l'uccello continuerà a volare; se un uccello rimane senza ali, prontamente ne rigenera di nuove . Le fenici sono blu nella terza ondata e rosa nella quarta. Ogni tanto regrediscono allo stadio di uovo, ma solo per una breve frazione di tempo.
- Ondata 5 - Bisogna fronteggiare una grande astronave aliena, la quale è controllata da una creatura che risiede al suo interno. Il velivolo nemico inizialmente si trova nella metà alta dello schermo e col passare del tempo si dirige lentamente verso il basso. Tale astronave, oltre a sparare per proprio conto, è difesa da uno stormo di uccelli simili a quelli delle prime due ondate; questi, oltre a sparare, cercano di andare in collisione con la navicella. Per completare con successo questo schema il giocatore deve prima aprirsi un varco sparando allo scafo inferiore, poi deve eliminare uno scudo rotante che protegge la cabina dell'alieno, il quale a questo punto potrà essere ucciso (basta un singolo colpo). Se vengono eliminati tutti gli uccelli che difendono l'astronave, apparirà subito un nuovo stormo.

Phoenix continua teoricamente senza fine, con la difficoltà che incrementa ad ogni livello dovuta all'aumento della velocità e all'imprevedibilità dei voli dei nemici.

## Hardware

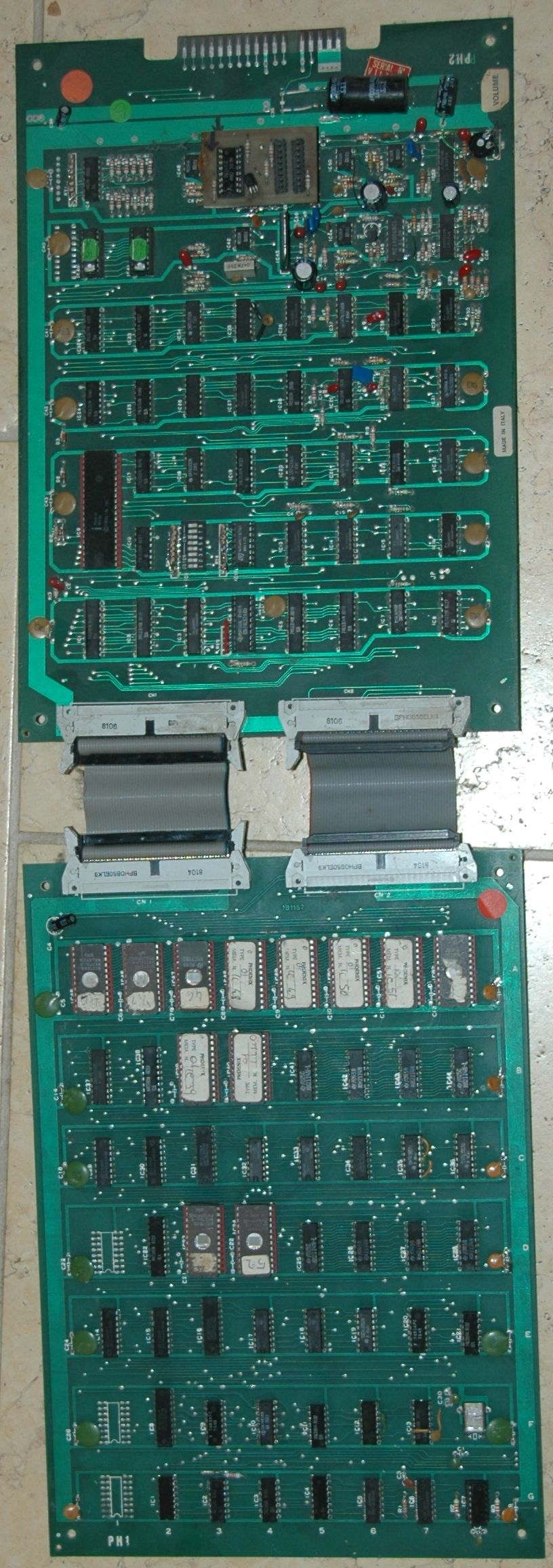
Primo piano del set di schede logiche di un bootleg italiano di Phoenix versione arcade.

L'hardware prevede l'utilizzo di una CPU Intel 8085A a 2,75 MHz e di diversi chip audio: un TMS36XX a 0,000372 MHz, un chip custom e un circuito discreto a 0,12 MHz.
Molti cabinati del gioco utilizzano quello standard di Centuri in legno con venature a vista ma, dato che Phoenix fu venduto da diverse società contemporaneamente, esistono diverse versioni di tale, che utilizzano diversi adesivi per l'esterno del cabinato e per il vetro. Il pannello di controllo originale prevede solo quattro pulsanti, senza joystick. Il monitor è montato verticalmente.

## Musica
Il gioco include due tracce musicali arrangiate ad 8-bit:
- Romance de Amor, nota anche come Giochi proibiti o Spanish Romance, di un compositore ignoto;
- Für Elise di Ludwig van Beethoven.

## Seguito e conversioni
Il sequel ufficiale di Phoenix si chiama Pleiades. Fu sviluppato dalla Tehkan nel 1981 e pubblicato da Centuri in Nord America. Esso presenta un maggior numero di alieni che attaccano contemporaneamente, bilanciato dalla possibilità per il giocatore di avere un numero illimitato di colpi sullo schermo contemporaneamente.
Taito ha acquisito i diritti sul gioco e, nel 2005 è stato distribuito per Xbox, PlayStation 2 e PC come parte della raccolta Taito Legends negli USA ed Europa, Taito Legends Power-Up per PSP (sempre negli USA ed Europa) nel 2006, e infine Taito Memories II - Gekan per il Giappone su PlayStation 2.
Atari, Inc. ne propose una conversione per la sua console 2600, mentre la Imagic rispose con Demon Attack, che il quale gli ricordava molto da vicino: per questo motivo Atari denunciò Imagic, che si accordarono tra loro senza andare in tribunale. Tale versione resta la conversione più accurata del tempo.

## Cloni e bootleg

### Cloni
- Griffon, pubblicato da Videotron nel 1980
- Falcon, pubblicato da BGV nel 1980
- Vautour, pubblicato da Jeutel nel 1980 in Francia
- Condor, pubblicato da Sidam nel 1981 in Italia
- Ave Fenix, pubblicato da vari in Spagna

### Bootleg
- Phoenix, pubblicato da T.P.N nel 1980
- Phoenix, pubblicato da IRECSA, G.G.I Corp nel 1980